# Сподње Дупље
Сподње Дупље (словен. Spodnje Duplje) је насељено место у општини Накло, Горењска регија, Словенија.

## Историја
До територијалне реорганизације у Словенији било је у саставу старе општине Крањ.

## Становништво
У попису становништва из 2011. године, Сподње Дупље је имало 512 становника.
| Број становника према пописима | Број становника према пописима | Број становника према пописима |
| ------------------------------ | ------------------------------ | ------------------------------ |
| 1991                           | 2002                           | 2011                           |
| 461                            | 485                            | 512                            |

## Галерија
- табла на улазу
- детаљ
- дворац
- Вогварјева кућа